# Chomutinino (obwód czelabiński)
Chomutinino (ros. Хомутинино) – wieś (sieło) w Rosji, w obwodzie czelabińskim, w rejonie uwielskim. W 2010 liczyła 1520 mieszkańców.